# Jiřice (ort i Tjeckien, Mellersta Böhmen, lat 50,25, long 14,84)
Jiřice är en ort i Tjeckien.   Den ligger i regionen Mellersta Böhmen, i den centrala delen av landet, 30 km nordost om huvudstaden Prag. Jiřice ligger 242 meter över havet och antalet invånare är 134.
Terrängen runt Jiřice är huvudsakligen platt. Jiřice ligger uppe på en höjd. Runt Jiřice är det ganska tätbefolkat, med 166 invånare per kvadratkilometer. Närmaste större samhälle är Mladá Boleslav, 18,3 km norr om Jiřice. Trakten runt Jiřice består till största delen av jordbruksmark.